# Frontera entre Chad y Nigeria
La frontera entre Chad y Nigeria es la línea fronteriza en sentido norte-sur que separa el sureste de Chad del noroeste de Nigeria en el África Central. Tiene 87 km de longitud y atraviesa el lago Chad. El trazado va desde la triple frontera entre Níger, Chad y Nigeria atravesando el lago Chad hasta la triple frontera entre Nigeria, Chad y Camerún. Separa el Estado de Borno (Nigeria) de la región de Lac (Chad).
Esta frontera es considerada terrestre, ya que el lago Chad presenta grandes variaciones estacionales, muchas áreas secas, y entre 1960 y 2005 su volumen de agua se ha reducido el 95%, por lo que tiene un nivel medio 1, 5 metros y un máximo de 10,5 metros.